# بيتر لوسكا
بيتر لوسكا (بالتشيكية: Petr Luxa)‏ مواليد 3 مارس 1972 في براغ، جمهورية تشيكوسلوفاكيا الاشتراكية، هو لاعب كرة مضرب تشيكي سابق بدأ مسيرته كمحترف سنة 1993 وكان يلعب باليد اليمنى. أعلى تصنيف له في الفردي كان المركز الـ 150 في سنة 2006. أعلى تصنيف له في الزوجي كان المركز الـ 46 في سنة 2003.

## روابط خارجية
- بيتر لوسكا على موقع رابطة محترفي التنس (الإنجليزية)
- بيتر لوسكا على موقع الاتحاد الدولي لكرة المضرب (الإنجليزية)
- بيتر لوسكا على موقع خلاصة التنس.كوم (الإنجليزية)